# National Schifflange
National Schifflange – luksemburski klub piłkarski, mający swoją siedzibę w mieście Schifflange na południu kraju.

## Historia
Chronologia nazw:
- 1912: National Schifflange
- 1940: FK 1912
- 1944: National Schifflange
- 1995: klub rozwiązano

Piłkarski klub National Schifflange został założony w miejscowości Schifflange w roku 1912. Na początku klub występował w niższych ligach. W sezonie 1921/22 debiutował w pierwszej lidze Luksemburga, ale zajął ostatnie 8.miejsce i został deklasowany. W 1930 powrócił do najwyższej klasy rozgrywek, i tym razem utrzymał się w niej do 1934. Sezon 1935/36 zakończył na ostatniej 10.pozycji i znów pożegnał się z Division d'Honneur. W 1937 po raz kolejny wrócił do pierwszej ligi. Podczas okupacji niemieckiej w latach 1940-1944 nazywał się FK 1912. W pierwszym powojennym sezonie 1944/45 dotarł do półfinału mistrzostw. W sezonie 1949/50 zdobył wicemistrzostwo kraju, ten sukces powtórzył w następnym sezonie. W 1952 zdobył swój pierwszy tytuł mistrzowski. W sezonie 1956/57 zajął przedostatnie 11.miejsce i znów pożegnał się Division d'Honneur, ale w 1958 wrócił do najwyższej ligi, która zmieniła nazwę na Nationaldivisioun. W 1960 klub zdobył Puchar kraju. W 1966 spadł do Éierepromotioun. W 1971 zajął 1.miejsce w Éierepromotioun i awansował do Nationaldivisioun. W sezonie 1973/74 uplasował się na ostatniej 12.lokacie i został zdegradowany do Éierepromotioun. Potem klub spadał coraz niżej w hierarchii rozgrywek. W sezonie 1983/84 grał w czwartej grupie III. Division (5 poziom). Od 1984 do 1987 występował w II. Division (4 poziom). W sezonie 1991/92 zajął 1.miejsce w I. Division 2.grupa i awansował do Éierepromotioun. W 1994 spadł do I. Division. Sezon 1994/95 zakończył na siódmej pozycji w grupie 2 IV ligi, a potem połączył się z trzecioligowym AS Schifflange tworząc nowy klub FC Schifflange 95.

## Sukcesy

### Trofea międzynarodowe
Nie uczestniczył w rozgrywkach europejskich (stan na 31-12-2016).

### Trofea krajowe
| \| \| Zdobyte trofea w rozgrywkach Luksemburga (stan na: 31-12-2017) \| |                                                                |      |                  |
| Rozgrywki                                                               | Osiągnięcie                                                    | Razy | Sezon(y)         |
| Mistrzostwo                                                             | I miejsce                                                      | 1    | 1951/52          |
| Mistrzostwo                                                             | II miejsce                                                     | 2    | 1949/50, 1950/51 |
| Mistrzostwo                                                             | III miejsce                                                    | 1    | 1944/45          |
| Puchar                                                                  | zdobywca                                                       | 1    | 1960             |
| Puchar                                                                  | finalista                                                      | 1    | 1938             |
| II liga                                                                 | I miejsce                                                      | 1    | 1991/92          |
| II liga                                                                 | II miejsce                                                     | 0    |                  |
| II liga                                                                 | III miejsce                                                    | 0    |                  |
| Luksemburg                                                              | Zdobyte trofea w rozgrywkach Luksemburga (stan na: 31-12-2017) |      |                  |

## Stadion
Klub rozgrywa swoje mecze domowe na stadionie Rue Denis Netgen w Schifflange, który może pomieścić 2000 widzów.